# Cymothoe megaesta
Cymothoe megaesta là một loài bướm thuộc họ Nymphalidae. Loài này phân bố ở Cameroon.
Ấu trùng ăn loài Rinorea lepidobotrys.

## References
1. ↑  "Cymothoe Hübner, [1819]" ở sách Lepidoptera and Some Other Life Forms của Markku Savela
2. ↑  "Afrotropical Butterflies: Nymphalidae - Tribe Limenitidini". Bản gốc lưu trữ ngày 5 tháng 3 năm 2016. Truy cập ngày 5 tháng 1 năm 2023.